# Локомотив-штовхач

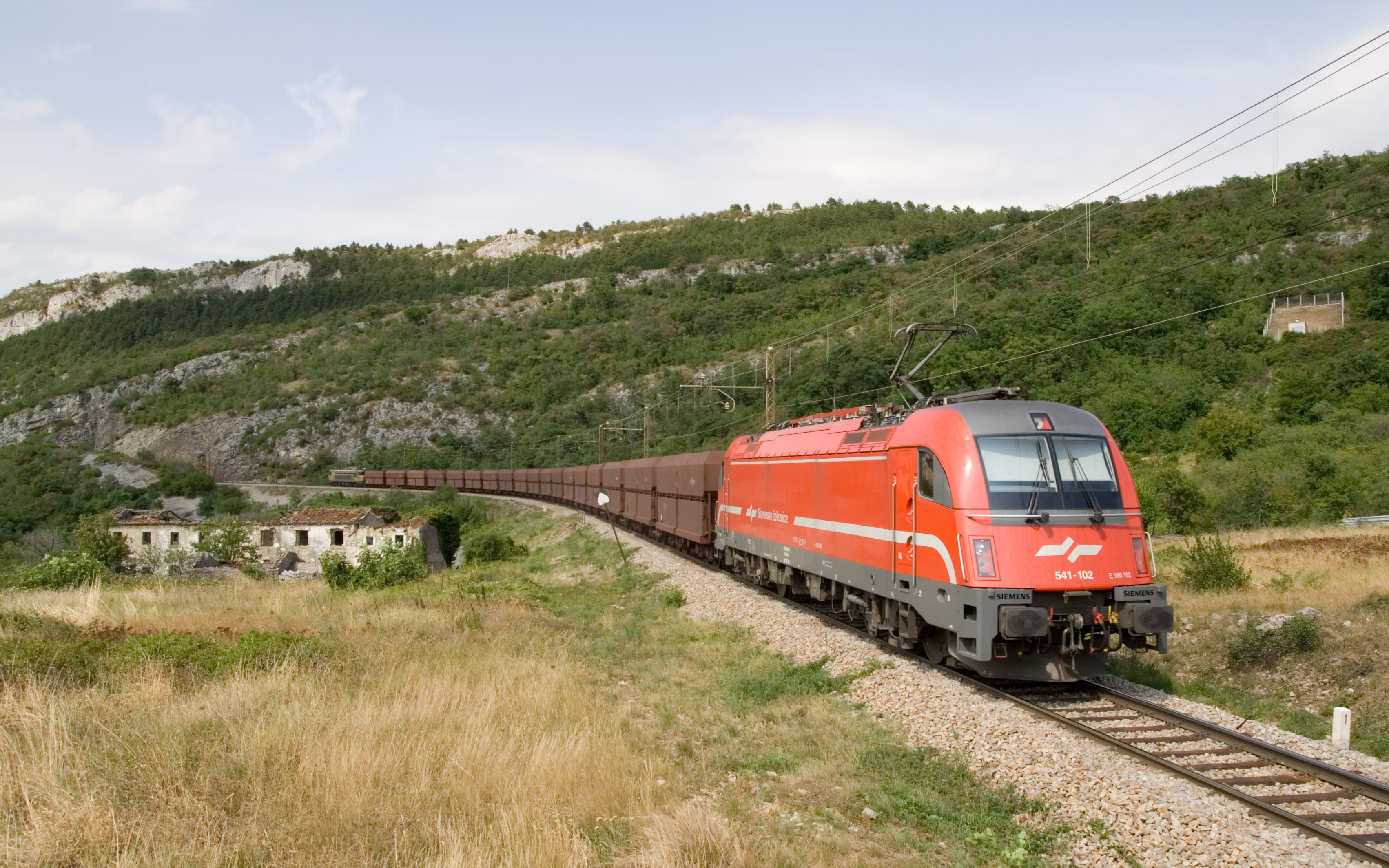
Локомотив Taurus штовхає вантажний поїзд на похилій дільниці між Копером і Хрпелє-Козина (Словенія)

Локомотив-штовхач — локомотив в хвості поїзда, призначений для допомоги головному локомотиву на окремих перегонах або частині перегону. Застосовується для збільшення сумарної сили тяги локомотивів і питомої потужності поїзда. Локомотивна бригада локомотива-штовхача підпорядковується безпосередньо машиністу головного локомотива.
Не слід плутати штовхач з другим (третім) локомотивом, який може ставитися у голові поїзда або в його середині при кратній тязі для досягнення тих же цілей.

## Застосування
- Допоміжний локомотив для допомоги поїзду, що зупинився на перегоні, який з низки причин не може почати рух самостійно: поломка основного локомотива, або його недостатня сила тяги на крутому підйомі (зазвичай внаслідок порушенням режиму ведення поїзда).

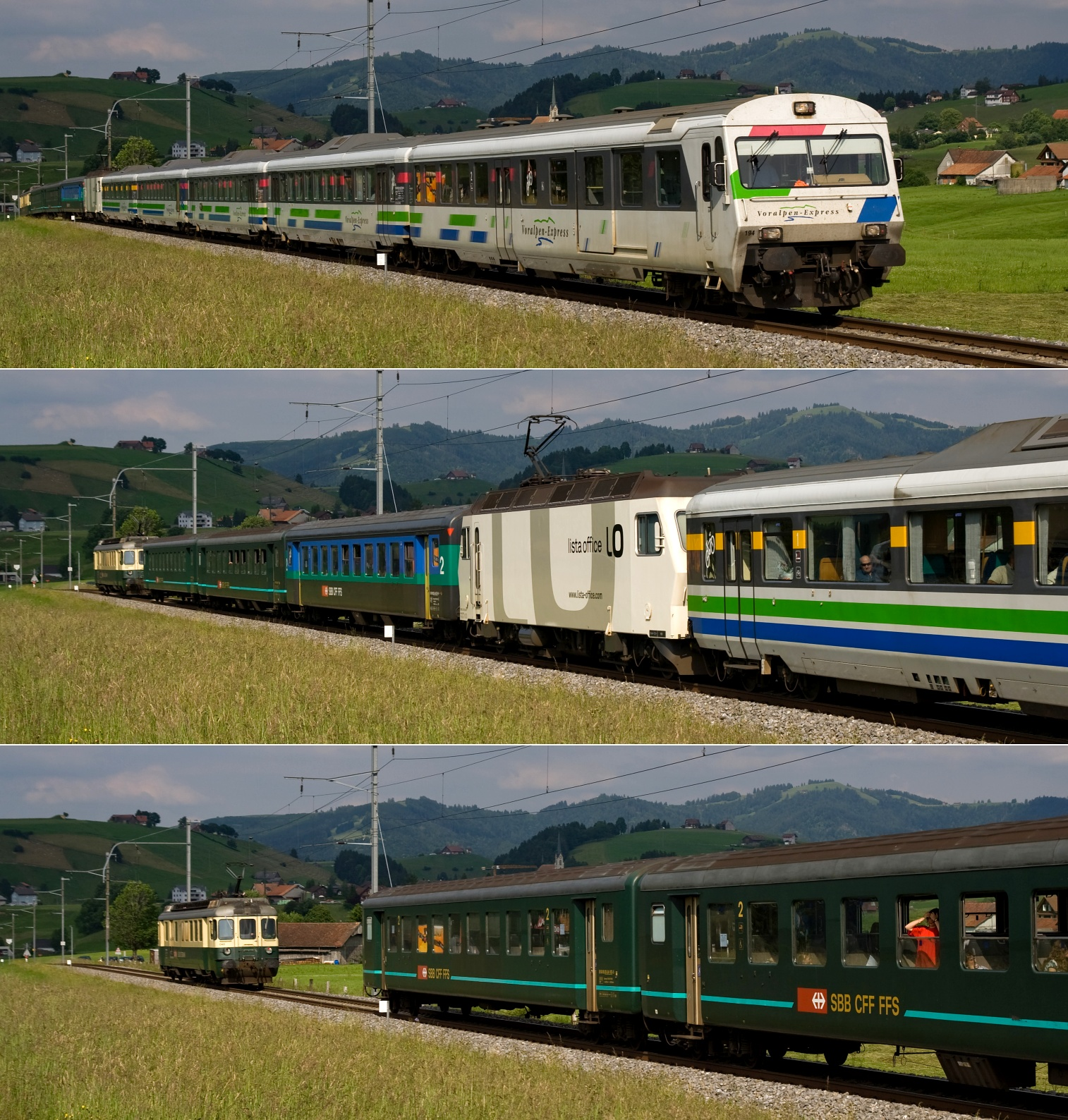
Підштовхування поїзда без зчеплення. У визначеному місці штовхач відокремлюється від поїзда і повертається назад.

- Для підштовхування поїзда, коли застосування локомотива-штовхача закладено в графік руху поїздів, локомотив при цьому називають підштовхувачем. Такий метод застосовується коли на ділянці є крутий ухил, який значно обмежує масу поїзда, порівняно з іншими ділянками, тобто коли через один підйом обмежена маса поїздів на всьому напрямку[1]. У цьому випадку можливе застосування підштовхування поїзда (до певного місця), або на всьому перегоні з підйомом, причому в цьому випадку підштовхувач повертається резервним пробігом. При підштовхуванні поїзда штовхач включається в загальну гальмівну систему поїзда.

До появи автогальм, на низці крутих ухилів у хвіст поїздів причіпляли локомотиви-штовхачі для запобігання розриву поїзда. Якщо таке відбувалося, штовхач власними гальмами мав зупинити групу вагонів, яка відірвалася від поїзда. З появою автоматичних гальм така практика, вельми поширена в США, пішла в небуття.